# Alice Roth
Pour les articles homonymes, voir Roth.
Alice Roth, née le 6 février 1905 à Berne et morte le 22 juillet 1977 dans la même ville, est une mathématicienne suisse qui a inventé l'ensemble nommé fromage suisse (en) et a apporté d'importantes contributions à la théorie de l'approximation.

## Biographie
Alice Roth naît à Berne, puis sa famille s'installe près de Zurich lorsqu'elle a six ans. Elle fait ses études secondaires dans un lycée de filles de Zurich, où elle obtient sa maturité en 1924. Elle s'inscrit à l'École polytechnique fédérale de Zurich (ETH) et étudie les mathématiques, la physique et l'astronomie, sous la direction de George Pólya. Elle obtient sa maîtrise en 1930, avec un mémoire sur l'extension du théorème d'approximation de Weierstrass au plan complexe et à un intervalle infini. Après cela, elle est professeure de mathématiques dans plusieurs lycées de filles de la région de Zurich, tout en continuant à travailler avec George Pólya à l'ETH. En 1938, elle obtient un doctorat de l'ETH, devenant la deuxième femme docteure de l'école. Sa thèse est intitulée Approximationseigenschaften und Strahlengrenzwerte meromorpher und ganzer Funktionen (Les propriétés des approximations et des limites radiales des fonctions méromorphes et entières) et lui permet d'obtenir la médaille d'argent de l'ETH. Ses superviseurs sont George Pólya et Heinz Hopf. 
Elle est professeure de mathématiques et de physique au Humboldtianum, une école secondaire privée de Berne, à partir de 1940. Ce n'est qu'après sa retraite en 1971 qu'elle est retournée à la recherche mathématique, toujours dans les domaines de l'approximation complexe. Elle a publié trois articles en son nom propre, ainsi qu'un article cosigné avec Paul Gauthier de l'université de Montréal et Joseph L. Walsh, professeur à l'université Harvard. En 1975, à 70 ans, elle est invitée à donner une conférence publique à l'université de Montréal.

## Contribution aux mathématiques
L'un des principaux résultats de la thèse de Roth en 1938 est un exemple d'ensemble compact sur lequel toutes les fonctions continues ne peuvent pas être approximées uniformément par des fonctions rationnelles. Cet ensemble, maintenant connu sous le nom de « fromage suisse (en) » a été oublié et redécouvert indépendamment en 1952 en Russie par Sergey Mergelyan (en), tandis qu'Alice Roth est créditée de ce résultat en 1969. 
Peter Wilker, son ancien étudiant, rappelle dans son hommage que, « En Suisse, comme ailleurs, les femmes mathématiciens sont rares […] La thèse d'Alice Roth a reçu une médaille de l'ETH et est apparue peu de temps après son achèvement dans une revue mathématique suisse […] Un an plus tard, la guerre éclate, le monde a d'autres soucis que les mathématiques et le travail d'Alice Roth est tout simplement oublié. Si complètement oublié que vers 1950, un mathématicien russe a redécouvert des résultats similaires sans avoir la moindre idée qu'une jeune mathématicienne suisse avait publié les mêmes idées plus d'une décennie avant lui. Cependant, sa priorité a été reconnue. ». 
Alice Roth a développé d'autres résultats importants lors de son bref retour à la recherche à la fin de sa vie : « Le travail passé et futur de Roth devait avoir une influence forte et durable sur les mathématiciens travaillant dans ce domaine [théorie de l'approximation rationnelle]. Son fromage suisse a été modifié (pour une variété entière de fromages) […]. Le lemme de fusion de Roth, qui est paru dans son article de 1976 […] a influencé une nouvelle génération de mathématiciens dans le monde entier ». Elle a utilisé ce lemme de fusion de Roth pour son théorème d'approximation, qui a été prouvé dans le même travail, et pour le théorème de localisation de Bishop.

## Publications
- « Uniform and tangential approximation by meromorphic functions on closed sets », Canadian J. Math., (Vol.28), p. 104, 1976.
- avec P.M. Gauthier et J.L. Walsh: « Possibility of uniform rational approximation in the spherical metric », Canadian Journal of Mathematics, vol.  28, 1976, p. 112-114.
- « Uniform and tangential approximation by meromorphic functions on closed sets », Canadian J. Math., vol. 28, 1976, p. 104-111.
- « Uniform approximation by meromorphic functions on closed sets with continuous extension into the boundary », Canadian J. Math., vol. 30, 1978, p. 1243-1255.
- « Meromorphe Approximationen », Commentarii Math. Helv., vol. 48, 1973, p. 151-176.